# Музей железной дороги Армении
Музей железной дороги Армении (арм. Հայաստանի երկաթուղու թանգարան) — музей, посвящённый железным дорогам Армении.
31 июля 2009 года Южно-Кавказская железная дорога, российская «дочка» РЖД, в ведении которой находится армянская железнодорожная сеть, открыла Музей железной дороги в Ереване в здании вокзала. Открытие музея было приурочено ко Дню железнодорожника, который отмечался 2 августа 2009 года.
История армянской железной дороги представлена в музее с 1896 года по настоящее время. В музее 10 залов, каждый из которых представляет определённый период истории железной дороги. На выставке представлены копии исторических документов о строительстве железнодорожных переходов в Армении, фотографии старых поездов, модели старых и современных поездов и железнодорожное оборудование. Некоторые из экспонатов — подарки от РЖД. На примыкающих к музею путях стоит паровоз 1930-х годов ЭУ705-46 и вагон — они появились там ещё в советское время, и вагон служил в качестве импровизированного музея с небольшим количеством экспонатов.
Музей открыт для посетителей с понедельника по пятницу (с 10:00 по 17:00). Экспонаты описаны на армянском и русском языках. C 2015 года музей участвует в международной акции «Ночь музеев».

## Галерея

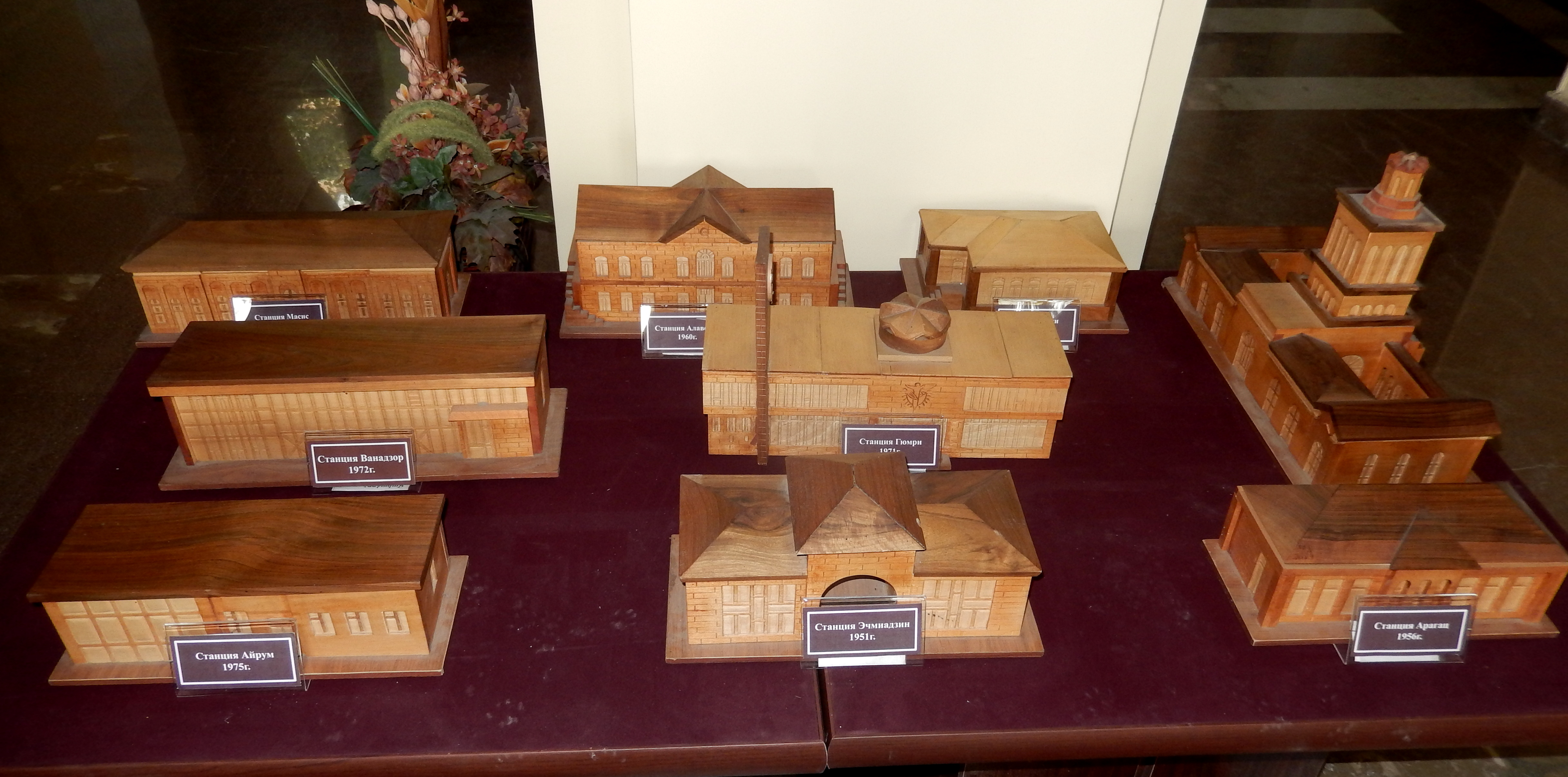
Макет некоторых железнодорожных станций Армении
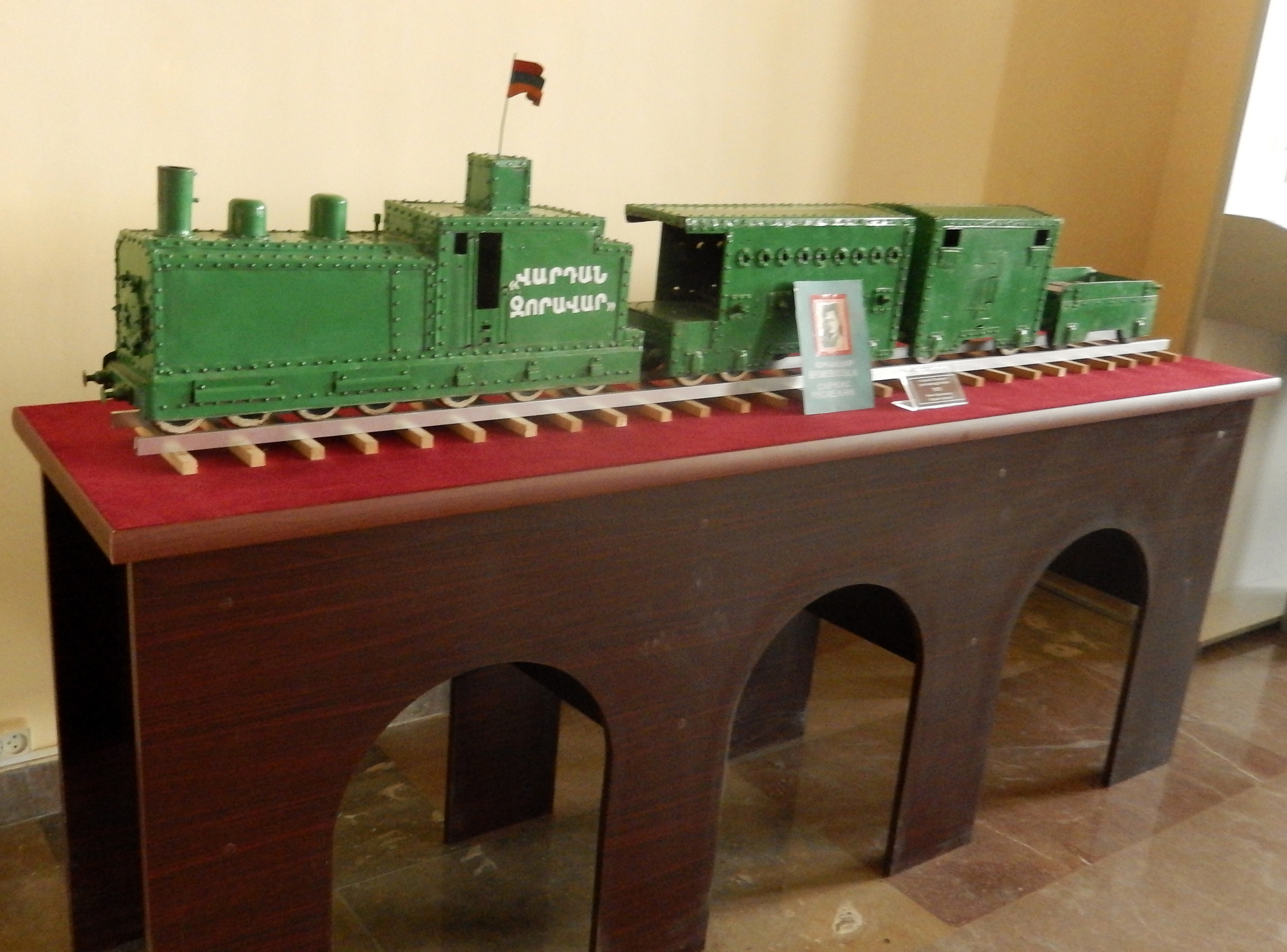
Макет бронепоезда «Вардан Зоравар»
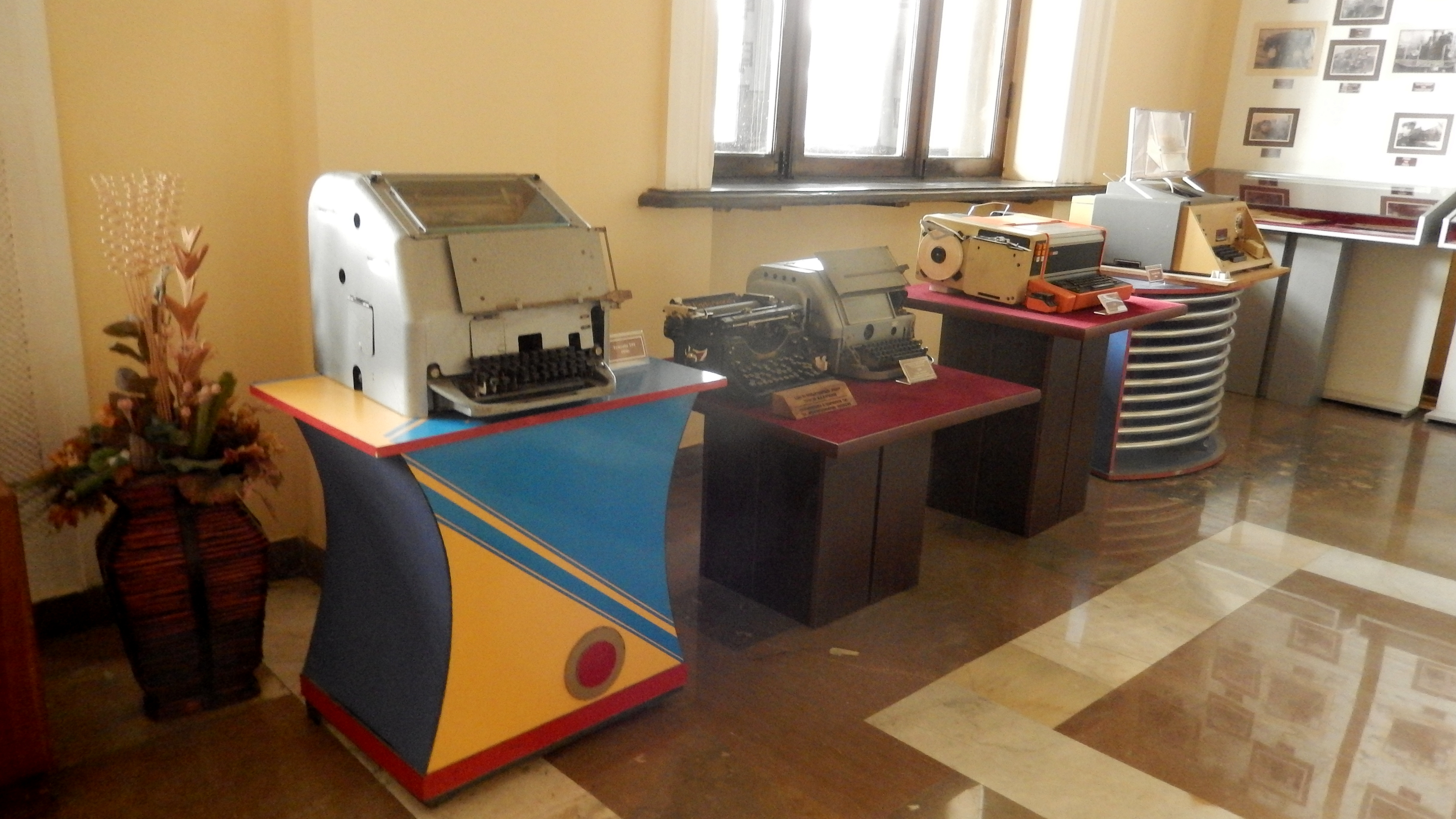
Оборудование, используемое в прошлом
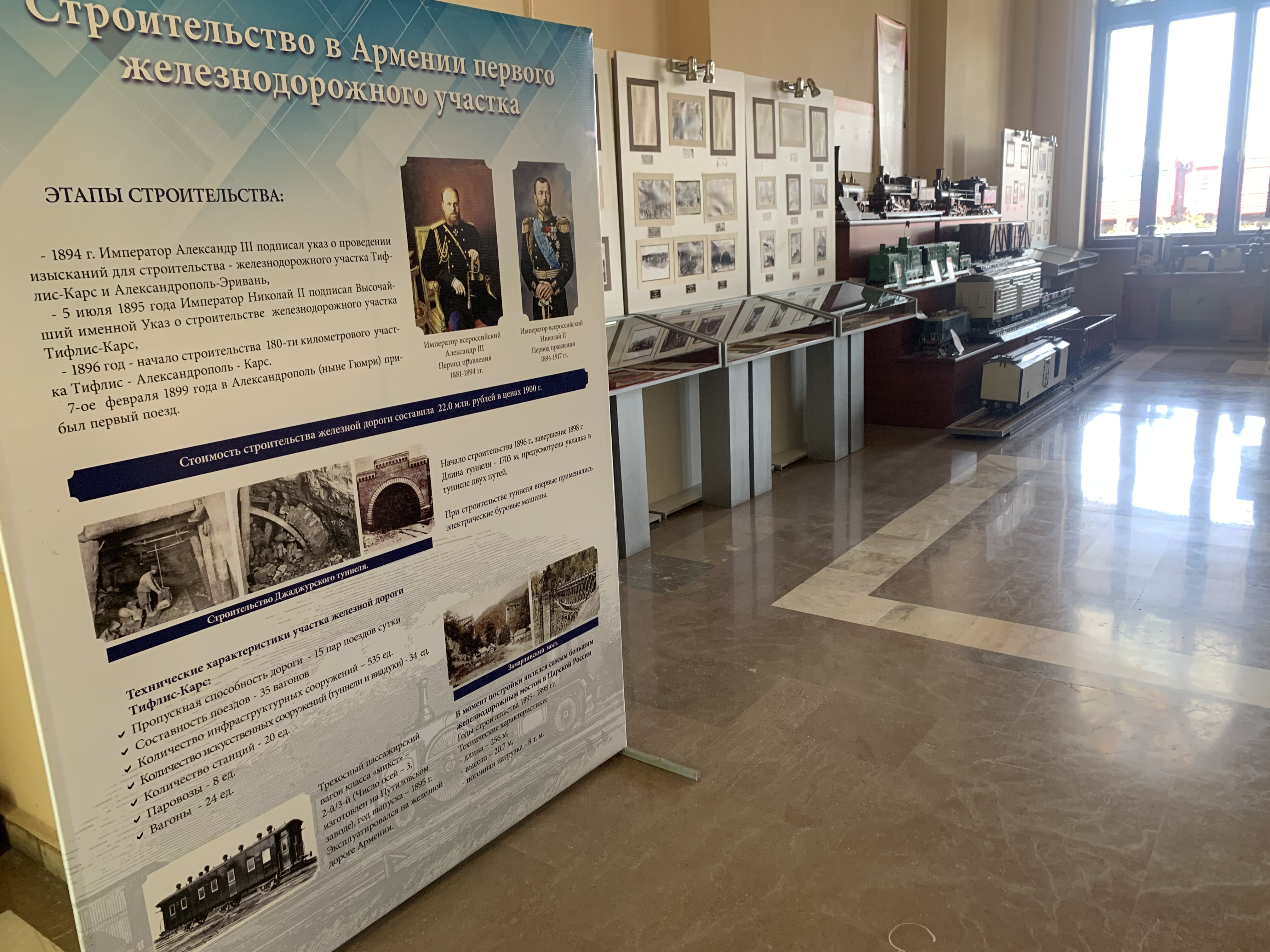
Плакат и начало экспозиции
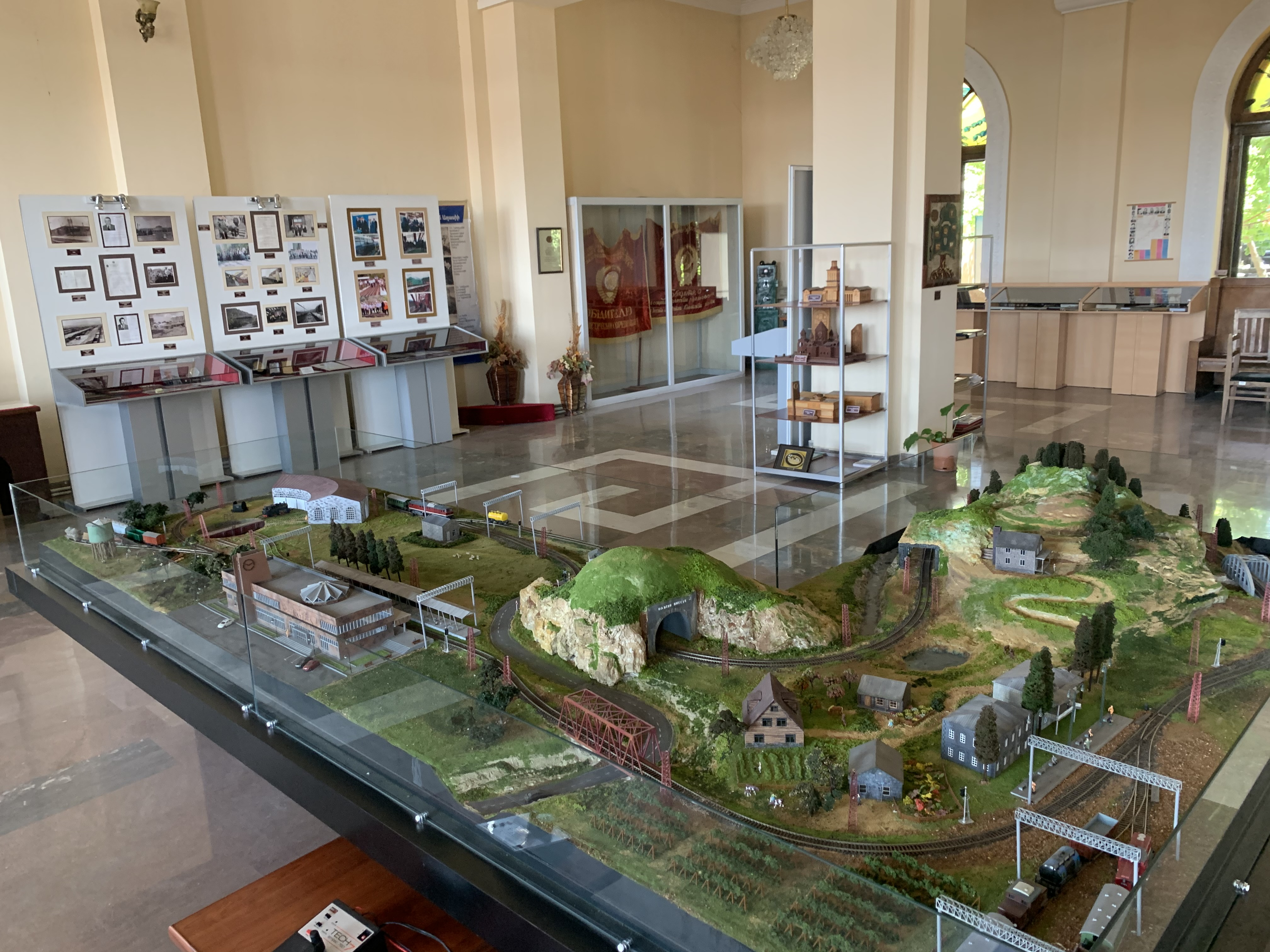
Макет участка железнодорожной сети
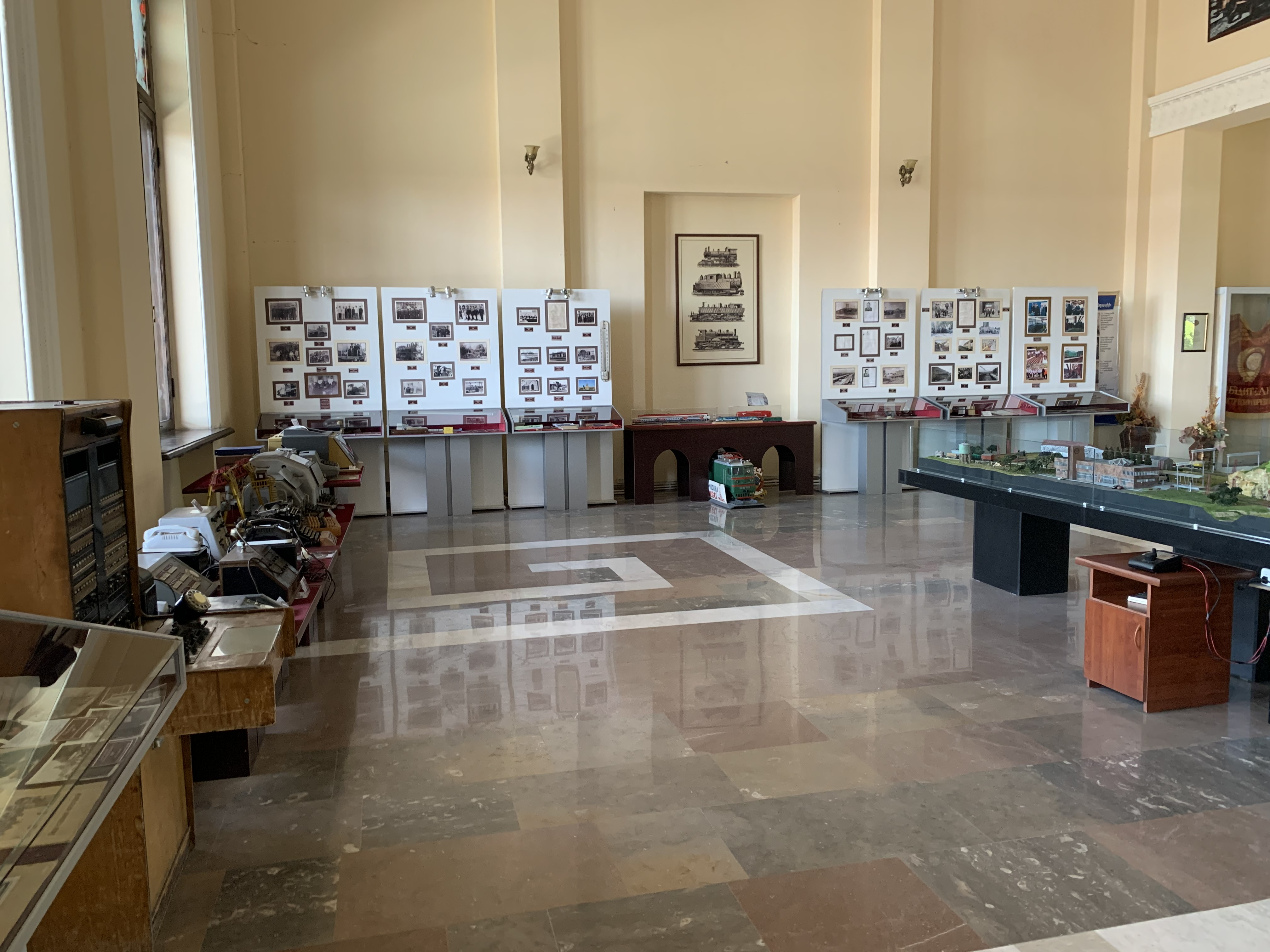
Общий вид зала
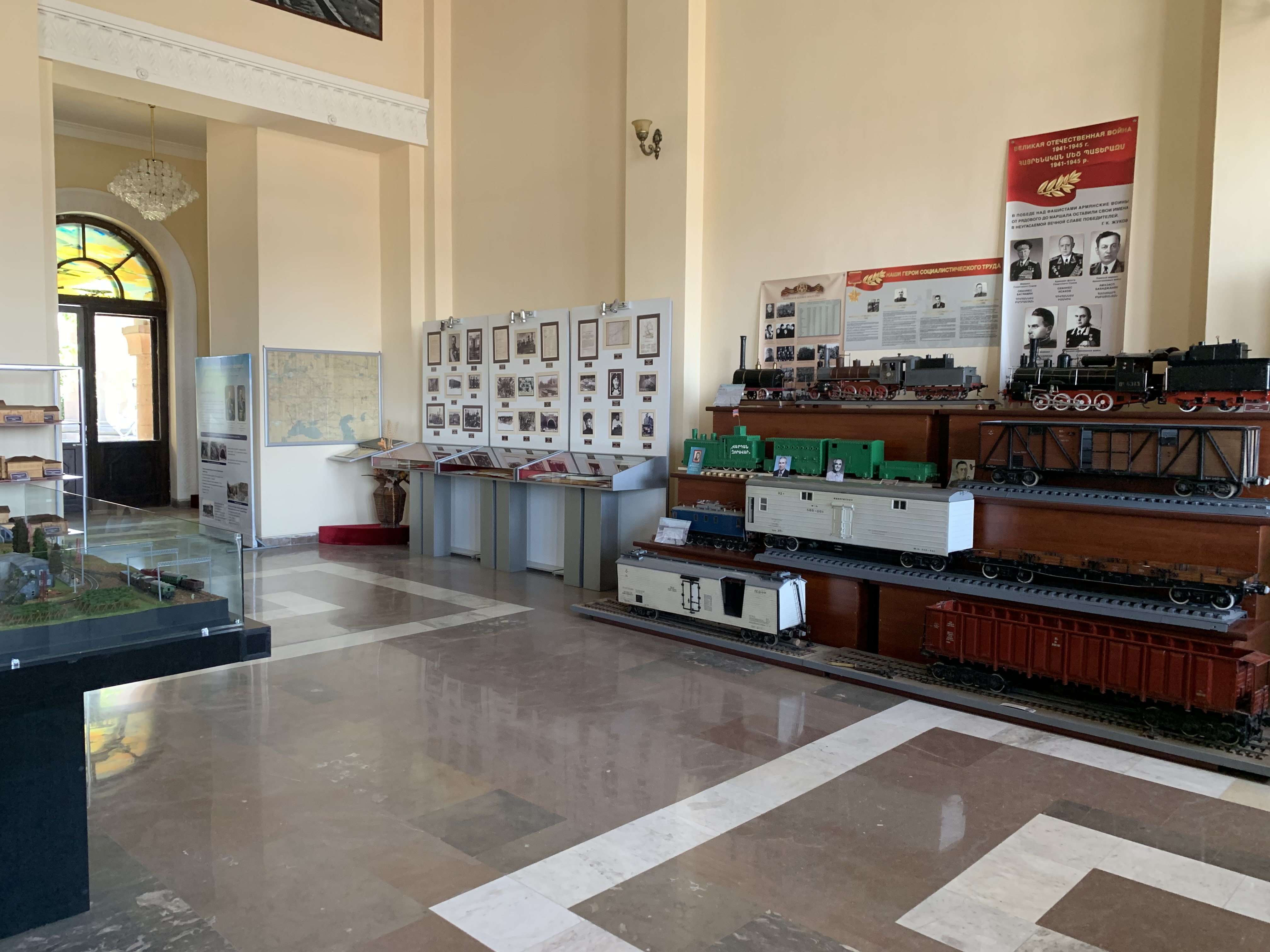
Общий вид зала
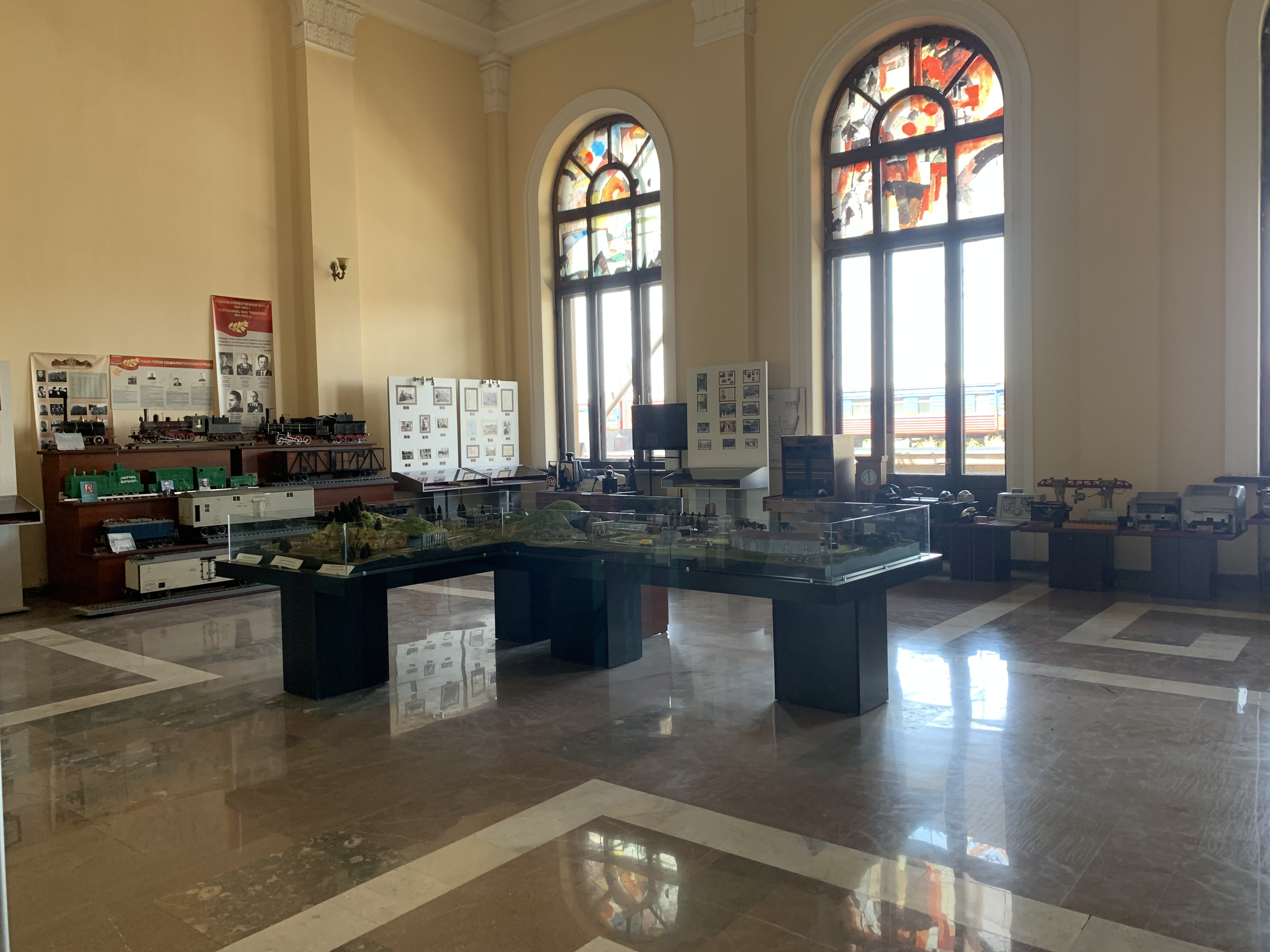
Общий вид зала
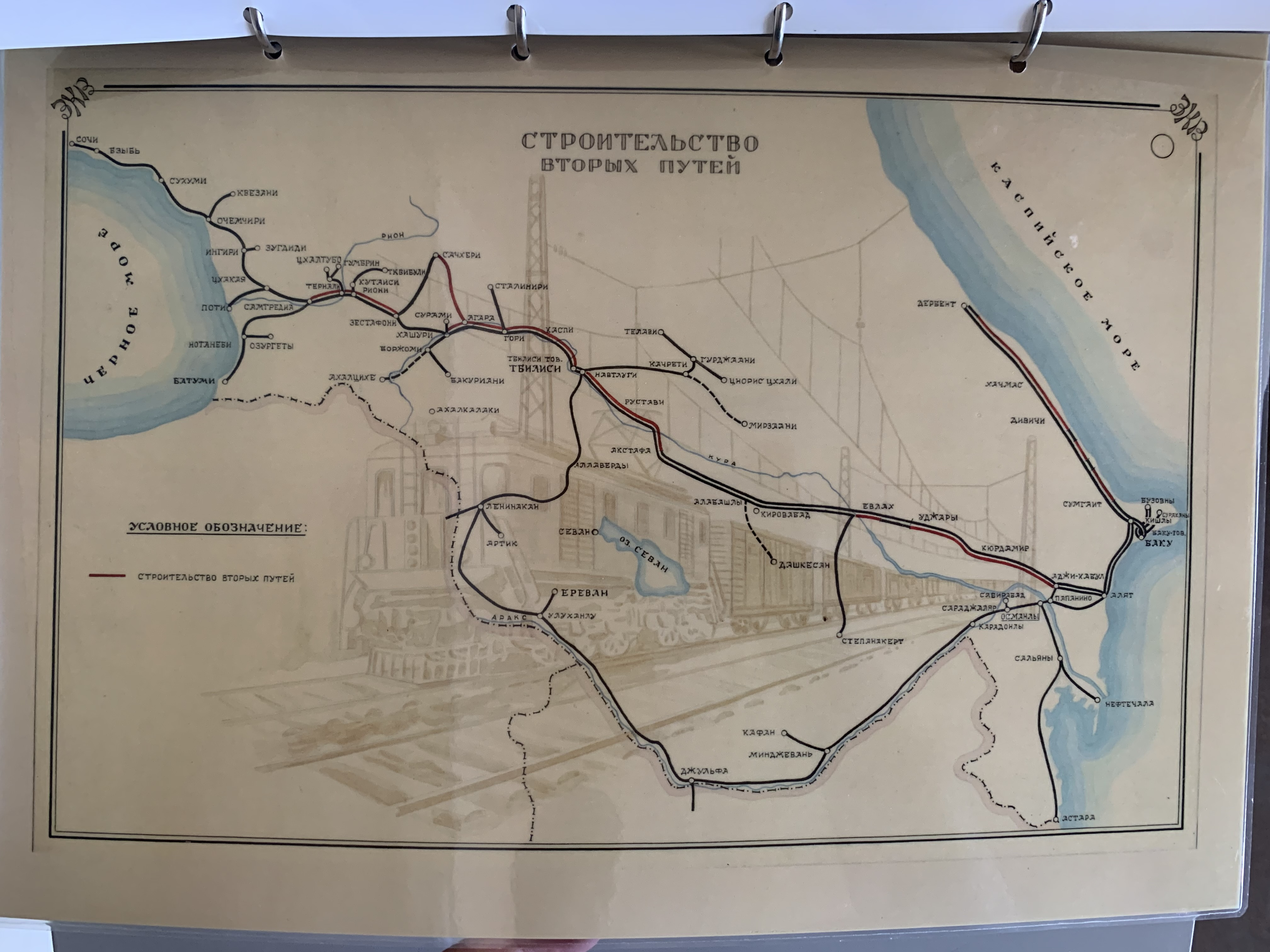
В музее хранится уникальный альбом схем развития как Армянской, так и Закавказской железных дорог
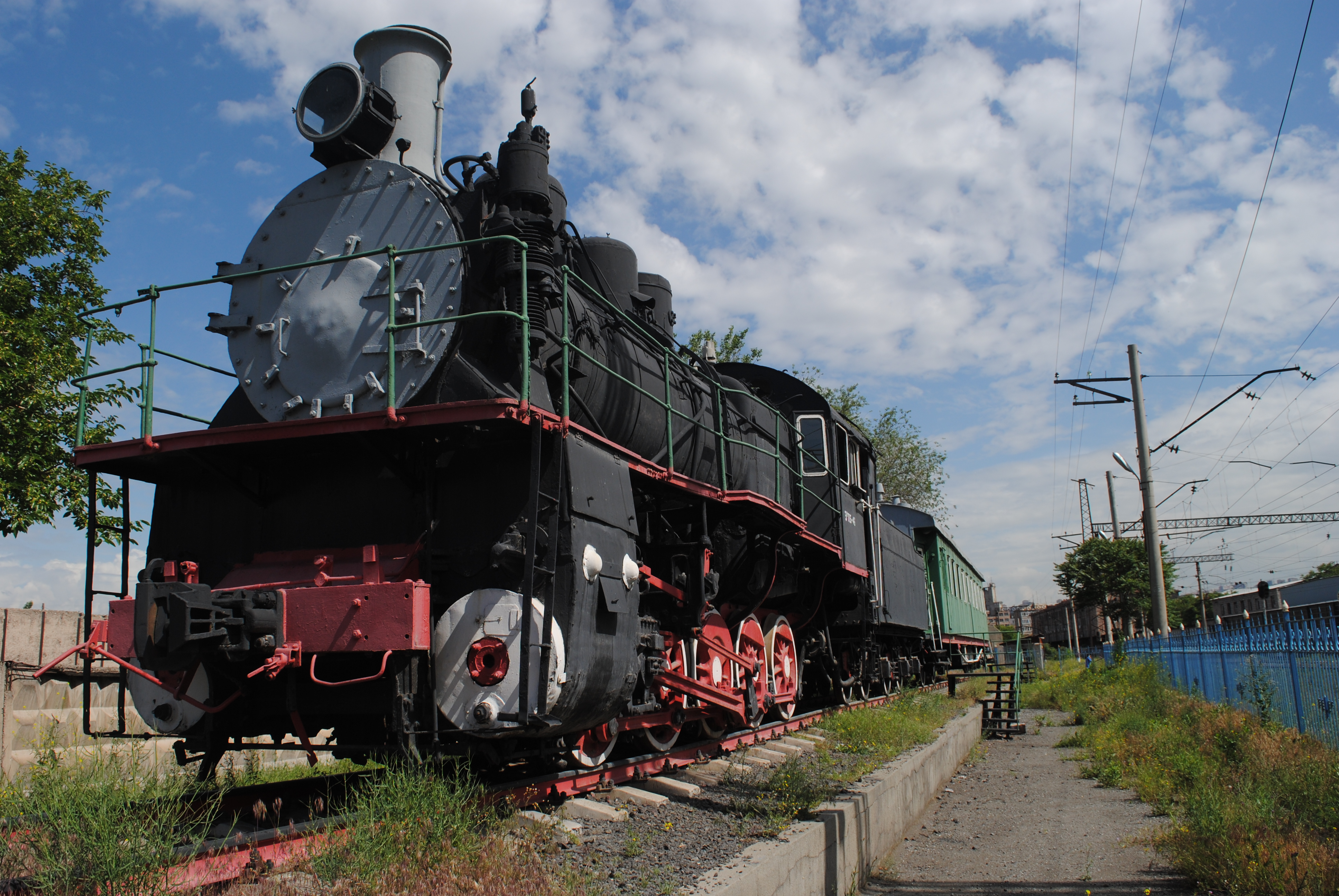
Паровоз ЭУ705-46 с вагоном